# Römerzeitlicher Fundplatz Cham-Heiligkreuz
Der römerzeitliche Fundplatz Cham-Heiligkreuz befindet sich südlich des Benediktinerinnenklosters Heiligkreuz in Lindencham in der politischen Gemeinde Cham ZG. In der Römischen Kaiserzeit gehörte dieses Gebiet zur Civitas Helvetiorum, einem Teil der Provinz Germania superior. In Cham-Heiligkreuz wird eine Villa rustica lokalisiert, zu deren umfangreichem Grundbesitz als unbewohnte Aussenstelle auch Mühle, Schmieden und der Kultbezirk von Cham-Hagendorn gehörten.

## Forschungsgeschichte
Als Emil Villiger 1933 den auf Gebäudereste im Boden hindeutenden Flurnamen Muracher in Cham-Lindencham lokalisierte und auf diesem Gelände Stücke von römischen Leistenziegeln auflas, hatte er den ersten römerzeitlichen Siedlungsplatz im Kanton Zug gefunden. Michael Speck veranlasste als Konservator des Museums für Urgeschichte in Zug daraufhin eine Ausgrabung, die 1933/34 mit geringen finanziellen Mitteln unter Leitung von Diethelm Fretz aus Zollikon durchgeführt wurde. Untersucht wurde ein Areal von etwa 2800 Quadratmetern; Fretz berichtete darüber am 29. März 1936 in einem Referat vor der Zuger Vereinigung für Urgeschichte. Aufgrund einer schweren Erkrankung konnte Fretz keinen Grabungsbericht mehr erstellen. Fretz’ mit Fotos versehenes Redemanuskript und zwei vom Grundbuchgeometer Werner Hauenstein erstellte Grabungspläne im Massstab 1:100 sind deshalb neben den im Kantonalen Museum für Urgeschichte magazinierten Einzelfunden die wichtigsten Quellen dieser Altgrabung.

## Baustrukturen und Funde
Im Rahmen der Erfassung von Altbeständen im Archiv der Kantonsarchäologie erarbeitete ein Team unter Leitung von Toni Hofmann 1993 einen Bauphasenplan des römerzeitlichen Fundplatzes. Dabei bestätigte sich Fretz’ Einschätzung, dass man bei der Grabung auf Ökonomiegebäude einer Villa rustica gestossen war, deren Haupthaus (pars urbana) aber nicht gefunden hatte. Der Plan von 1993 weist neun Bauphasen aus. In Phase I wurde ein Sodbrunnen gegraben, der in Phase II ein Brunnenhaus erhielt; in Phase III kam ein zweiter Brunnen hinzu, der wahrscheinlich auch eine Wasserkammer erhielt. Ungewöhnlich und wohl den Geländeverhältnissen geschuldet ist ein mehrfach geändertes System von Entwässerungsleitungen.
Aus Cham-Heiligkreuz sind drei Fundmünzen bekannt: ein As des Tiberius, eine Sesterz Mark Aurels und ein Denar Gordians III (240 n. Chr.).
Die Keramik von Cham-Heiligkreuz war meist schlichtes Gebrauchsgeschirr, wie es der Interpretation der ergrabenen Strukturen als Ökonomiegebäude entspricht. Ihre Datierung erlaubt die Vermutung, dass Cham-Heiligkreuz ungefähr gleichzeitig mit der Aussenstelle Cham-Hagendorn aufgegeben wurde. Ziegelbruch und Eisenschrott dominieren unter den Funden. Dass in der Nähe der Ökonomiegebäude trotzdem ein luxuriöseres Gebäude, eben die pars urbana des Gutes, vermutet werden kann, deuten Einzelfunde wie tubuli einer Hypokaustheizung und Fensterglas an.

## Einbettung in die Siedlungslandschaft
Im Bereich des Zugersees gab es in der Römischen Kaiserzeit fünf Domänen, deren Zentren folgende Gutshöfe bildeten:
- Cham-Heiligkreuz;
- Baar-Zentrum;
- Risch-Holzhäusern;
- Risch-Muriweid;
- Zug-Friedhof St. Michael.

Dass die Gutshöfe in einer Entfernung von 4 bis maximal 6 km voneinander erbaut wurden, lässt sich beispielsweise auch im Reusstal und im Aaretal beobachten. Hier wohnte die jeweilige Gutsbesitzerfamilie mit ihrem Personal, während Pächter und Landarbeiterfamilien auf verschiedenen Aussenstationen lebten. Cham-Heiligkreuz gehörte zu den grössten Domänen im Bereich des Zugersees. Ihr werden folgende Fundstellen mit unterschiedlicher Sicherheit zugeordnet:
- Mögliche Gehöfte mit gedüngten Getreideäckern (nur Streufunde von Keramik und Münzen): Cham ZG-Wolfacher, Lehmgrube «Lörch»; Cham ZG-Frauental, Hublezen; Cham ZG-Oberwilerwald; Steinhausen ZG-Heidmoos; Steinhausen ZG-Schlossberg;
- Gehöft (Mauerzüge, Sodbrunnen): Knonau ZH-Hirzrain, Lachen;
- Heiligtümer: Hünenberg ZG-Huob, Huobweid und Eichmatt; Cham ZG-Äbnetwald; Cham ZG-Hagendorn;
- Mögliche Anlegestelle am Zugersee: Cham ZG-Seeblick, St. Andreas.